# Cornelius Rhaneus den yngre
Cornelius Rhaneus den yngre, född  1671 i Liepāja, död 1719 i Kuldīga. Han var en lettisk orgelbyggare.

## Biografi
Rhaneus var son till organisten och orgelbyggaren Cornelius Rhaneus den äldre (cirka 1633-1707).

## Orgelverk
| År        | Ursprunglig kyrka            | Stift | Bild | Manualer | Pedal        | Stämmor     | Bevarad orgel/fasad | Övrigt |  |
| --------- | ---------------------------- | ----- | ---- | -------- | ------------ | ----------- | ------------------- | --- |  |
| 1697      | Skaistkalne                  |       |      |          |              | 11          | Nej/Ja              | Värderlådan, fasaden, principal 4' och stora delar av träpiporna av bordun 16' och gedackt 8' är bevarade. |  |
| 1700-1701 | Ugāle kyrka                  |       |      | 2        | Självständig | 29 (9+12+8) | Ja/Ja               | Fasaden är byggd av Michael Marquart.                                                                      |  |
| 1712      | Augstkalne (Grenzhof)        |       |      |          |              | 10          |                     | |  |
| 1712-1715 | St. Catharina kyrka, Kuldīga |       |      |          |              |             | Nej/Ja              | |  |
| 1718      | Lestene (Lesten)             |       |      |          |              | 33          | Nej/Nej             | Förstörd 1950. Endast några fasadbitar är bevarade som finns på museet i Rundāles pils.                    |  |